# Schell City, Missouri
Schell City, Missouri (енгл. Schell City) град је у америчкој савезној држави Мисури.

## Демографија
По попису из 2010. године број становника је 249, што је 37 (-12,9%) становника мање него 2000. године.
| Група             | 2000.       | 2010.       |
| Белци             | 283 (99,0%) | 239 (96,0%) |
| Афроамериканци    | 0 (0,0%)    | 0 (0,0%)    |
| Азијати           | 0 (0,0%)    | 0 (0,0%)    |
| Хиспаноамериканци | 3 (1,0%)    | 4 (1,6%)    |
| Укупно            | 286         | 249         |